# 旧中七木綿本店
旧中七木綿本店（きゅうなかしちもめんほんてん）は、愛知県知多市岡田字開戸28-1にある建築物。主屋（旧事務所）、長屋門、作業所・寄宿舎、南蔵、北蔵、塀が登録有形文化財。

## 歴史

### 中島七右衛門
江戸時代の知多半島では生白木綿の木綿が製造されたが、これらは伊勢国から伊勢晒や松阪晒として江戸に出荷された。
天明年間（1781年～1788年）には知多郡岡田村（現・知多市岡田）の中島七右衛門らが伊勢国から知多木綿に晒技術を導入し、地名を冠した知多晒として出荷されるようになった。中島七右衛門は木綿買継問屋の鑑札を取得して問屋を営んでいたが、当主の中島中庸は1895年（明治28年）頃に廃業を決意した。

### 中七木綿

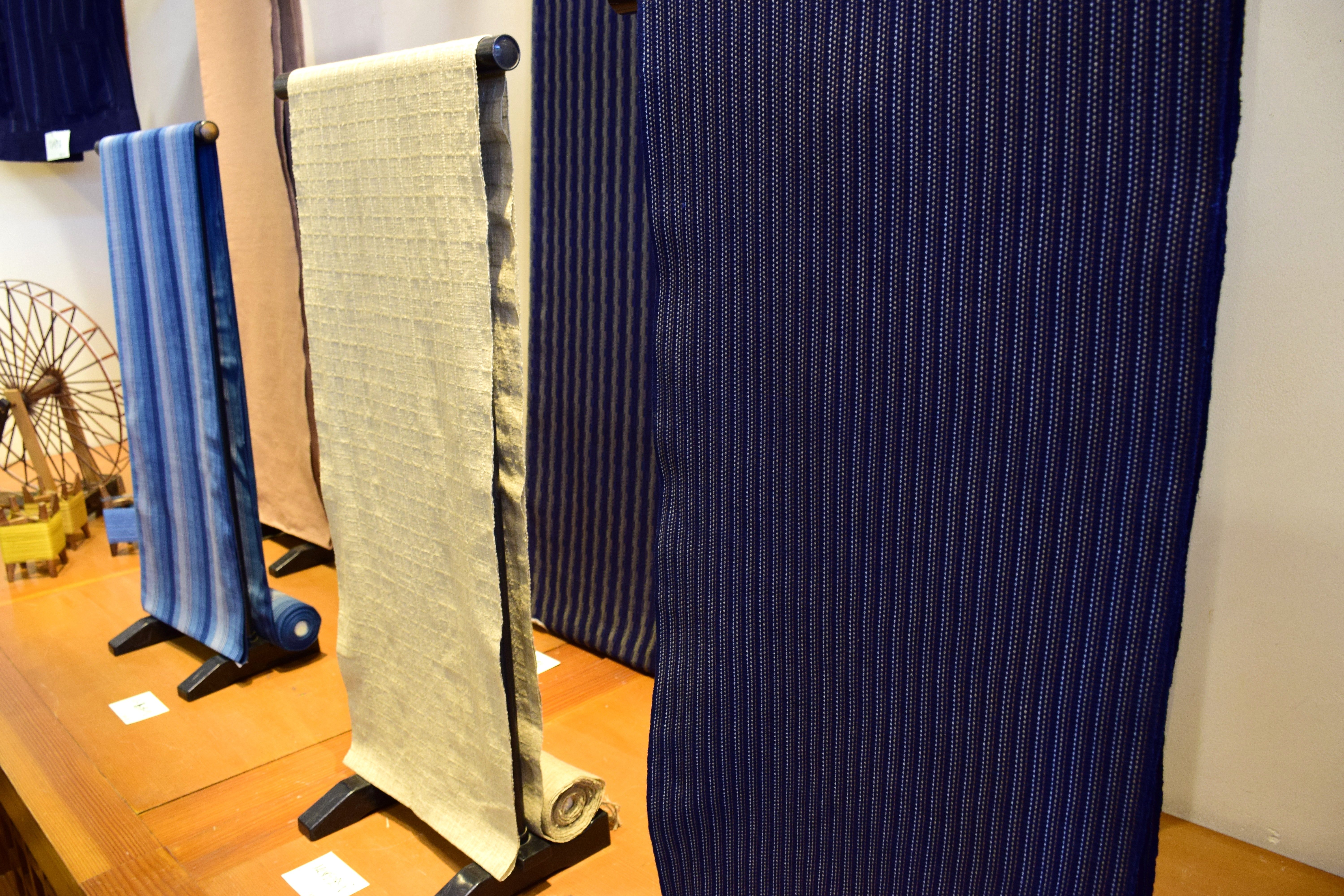
知多木綿

1896年（明治29年）、廃業を惜しんだ関係者によって中七木綿合資会社が設立され、中島家の事業を継承した。生産設備を持たない問屋の将来性を疑問視し、約50台の小幅力織機を備えた工場を建てると、1907年（明治40年）に織布業を開始した。1909年（明治42年）にこの工場が焼失すると、1911年（明治44年）には豊田式力織機190台を備えた第一工場を建てた。1910年（明治43年）には加藤六郎右衛門が社長に、杉浦憲弐が工場責任者に就任している。1914年（大正3年）には火災跡地に事務所が建てられ、同年頃には長屋門、作業所・寄宿舎、南蔵、北蔵、塀も建てられた。
第一次世界大戦後には飛躍的な発展を遂げた。1917年（大正6年）には第二工場を建て、1919年（大正8年）には株式会社に改組した。1914年（大正3年）頃の力織機台数は約200台だったが、1919年（大正8年）頃には約500台となっている。1927年（昭和2年）には第二工場が放火によって焼失したが、再建した第二工場にはよりよい性能の豊田式力織機を設置した。1934年（昭和9年）頃には第三工場を建て、1930年代中頃の力織機台数は約1600台に達した。

### 保存
2017年（平成29年）6月28日、主屋（旧事務所）、長屋門、作業所・寄宿舎、南蔵、北蔵、塀が登録有形文化財に登録された。岡田地域では知多岡田簡易郵便局、木綿蔵ちた、雅休邸（旧岡田医院）に続く登録である。

## 建築
- 主屋（旧事務所）

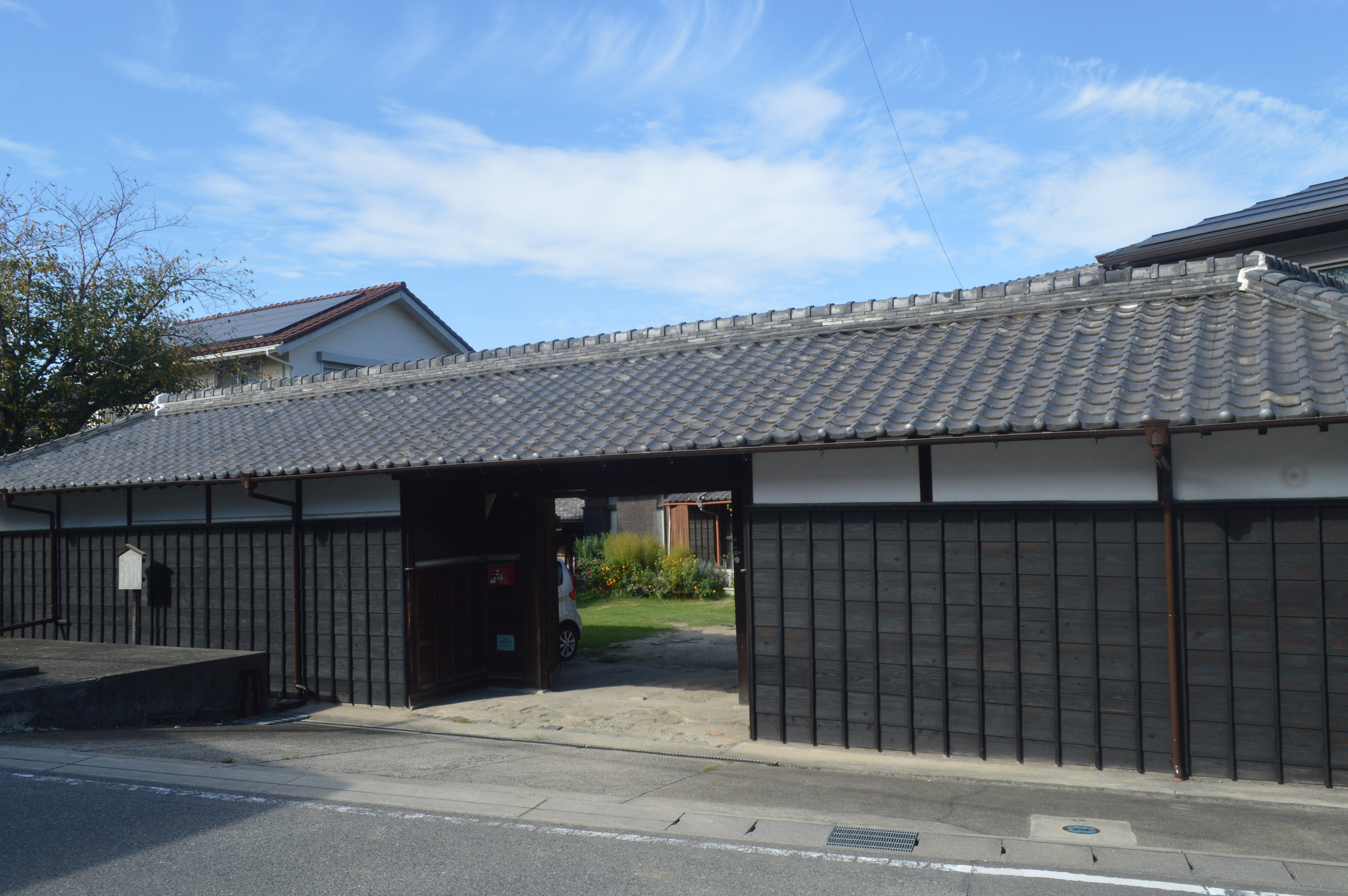
長屋門

  - 木造2階建、入母屋造、瓦葺[1]。建築面積61平方メートル[1]。外壁は黒漆喰塗である[1]。東側に玄関があり、西側にかつて事務所があった[1]。かつて2階の2室は接客に用いられた[1]。旧中七木綿本店の建物の鬼瓦には山と七の紋が見られる[10]。
  - 1914年（大正3年）竣工[1]。門前広場側を向いた建物だったが[11]、1945年（昭和20年）頃[10]、反時計回りに90度振る[10]曳家によって現在地に移された[11]。2017年（平成29年）6月28日、登録有形文化財に登録された[1]。
- 長屋門
  - 木造平屋建、寄棟造、桟瓦葺[5]。建築面積90平方メートル[5]。敷地の南側から東側にかけた矩折れである[5]。外壁は下見板張の漆喰塗である[5]。東西棟の両脇は納屋となっており、南北棟には旧食事室、浴室、賄い部屋などがある[5]。
  - 1914年（大正3年）頃竣工[5]。2017年（平成29年）6月28日、登録有形文化財に登録された[5]。
- 作業所・寄宿舎
  - 木造平屋建一部2階建、瓦葺[6]。建築面積190平方メートル[6]。主屋（旧事務所）の背後に建ち、平屋建の作業所と2階建の寄宿舎が接続している[6]。
  - 1914年（大正3年）頃竣工[6]。2017年（平成29年）6月28日、登録有形文化財に登録された[6]。
- 南蔵
  - 土蔵造2階建、切妻造、桟瓦葺[7]。建築面積107平方メートル[7]。桁行9.1メートル、梁間5.4メートル[7]。敷地の西端にあり、路地に東面して建つ[7]。木綿製品を貯蔵するための蔵である[7]。
  - 1914年（大正3年）頃竣工[7]。2017年（平成29年）6月28日、登録有形文化財に登録された[7]。
- 北蔵
  - 土蔵造2階建、切妻造、桟瓦葺[8]。建築面積78平方メートル[8]。桁行9.1メートル、梁間5.5メートル[8]。敷地の西端、南蔵の北側に建つ[8]。
  - 1914年（大正3年）頃竣工[8]。2017年（平成29年）6月28日、登録有形文化財に登録された[8]。
- 塀
  - 木造、瓦葺[9]。長さ6.2メートル[9]。長屋門から敷地東側に廻らされており、高低差に合わせて段を下げている[9]。上部が漆喰塗の下見板張であり、切妻の瓦屋根が乗せられている[9]。
  - 1914年（大正3年）頃竣工[9]。2017年（平成29年）6月28日、登録有形文化財に登録された[9]。